# Giuseppe Fiorillo
Giuseppe Fiorillo (Salerno, 7 de marzo de 1970) es un expiloto de motociclismo italiano, que participó en el Mundial de motociclismo desde 1992 hasta 1997.

## Resultados en el Campeonato del Mundo
Sistema de puntuación de 1993 hasta 2022:
| Posición | 1.º | 2.º | 3.º | 4.º | 5.º | 6.º | 7.º | 8.º | 9.º | 10.º | 11.º | 12.º | 13.º | 14.º | 15.º |
| Puntos   | 25  | 20  | 16  | 13  | 11  | 10  | 9   | 8   | 7   | 6    | 5    | 4    | 3    | 2    | 1    |

### Carreras por año
(Carreras en negrita indica pole position; Carreras en cursiva indica vuelta rápida)
| Año  | Categoría | Moto    | 1     | 2      | 3       | 4      | 5      | 6      | 7       | 8       | 9       | 10      | 11      | 12      | 13      | 14      | 15      | Ptos. | Pos. |
| ---- | --------- | ------- | ----- | ------ | ------- | ------ | ------ | ------ | ------- | ------- | ------- | ------- | ------- | ------- | ------- | ------- | ------- | ----- | ---- |
| 1992 | 125cc     | Yamaha  | JPN - | AUS -  | MAL -   | ESP 23 | ITA 19 | EUR 21 | GER -   | NED 23  | HUN 23  | FRA Ret | GBR 27  | BRA -   | RSA -   |         |         | 0     | -    |
| 1993 | 125cc     | Aprilia | AUS - | MAL -  | JPN -   | SPA -  | AUT -  | GER -  | NED -   | EUR -   | RSM -   | GBR -   | CZE -   | ITA 18  | USA -   | FIM -   |         | 0     | -    |
| 1994 | 250cc     | Honda   | AUS - | MAL 20 | JPN 18  | SPA 21 | AUT 16 | GER 19 | NED 12  | ITA Ret | FRA Ret | GBR Ret | CZE 14  | USA Ret | ARG 14  | EUR 16  |         | 8     | 26.º |
| 1996 | 250cc     | Aprilia | MAL - | IND -  | JPN -   | SPA -  | ITA -  | FRA -  | NED -   | GER -   | GBR -   | AUT -   | CZE -   | IMO 21  | CAT -   | BRA -   | AUS -   | 0     | -    |
| 1997 | 250cc     | Aprilia | MAL - | JPN -  | SPA Ret | ITA -  | AUT -  | FRA -  | NED Ret | IMO Ret | GER 12  | BRA 16  | GBR Ret | CZE 8   | CAT Ret | INA Ret | AUS Ret | 12    | 25.º |

| Color     | Resultado                                                               |
| --------- | ----------------------------------------------------------------------- |
| Oro       | Ganador                                                                 |
| Plata     | 2.ª plaza                                                               |
| Bronce    | 3.ª plaza                                                               |
| Verde     | Finalizó en los puntos                                                  |
| Azul      | Finalizó sin puntos                                                     |
| Azul      | NC - No clasificado                                                     |
| Violeta   | Ret - No terminó (Carrera)                                              |
| Rojo      | DNQ - No se clasificó                                                   |
| Negro     | DSQ - Descalificado                                                     |
| Blanco    | DNS - No empezó (carrera)                                               |
| Blanco    | WD - Retirado (fin de semana)                                           |
| Blanco    | C - Carrera cancelada                                                   |
| Sin color | DNP - Inscrito pero no participó                                        |
| Sin color | INJ - Lesionado                                                         |
| Sin color | EX - Excluido                                                           |
| Estado    | Resultado                                                               |
| Negrita   | Pole position                                                           |
| Cursiva   | Vuelta rápida                                                           |
| †         | Abandona, pero clasifica al completar el porcentaje requerido para ello |